# Laura Valenzuela
Rocío Laura Espinosa López-Cepero (Sevilla, 18 de febrero de 1931-Madrid, 17 de marzo de 2023), conocida como Laura Valenzuela, fue una actriz, presentadora de televisión, cantante y modelo española. Fue uno de los rostros más conocidos tanto de la pequeña como de la gran pantalla durante las décadas de los años 1950 y 1960.

## Biografía
Nació en la calle Rosario de Sevilla. Hija de padre militar y piloto comercial y de ama de casa. Se trasladó a Madrid con su familia cuando aún no tenía un año de edad. 
Tenía pocos recuerdos de su ciudad natal porque su familia se trasladaba frecuentemente de ciudad debido a la profesión de su padre. Siendo la mayor de tres hermanos, estudió interna durante tres años en un colegio del sur de Francia y también residió en París antes de regresar a Madrid. Pasados los años, se matriculó en la Escuela Central de Comercio, para trabajar después como administrativa, secretaria y modelo. Quiso ser médico, pero su familia no pudo costearle los estudios universitarios.
Debutó en el cine en 1954 con El pescador de coplas, de Antonio del Amo. Seguirían El inquilino (1957), La violetera (1958) y Aquellos tiempos del cuplé (1958). 
Fue el primer rostro conocido de Televisión Española, allá por 1956. En aquella etapa de los estudios del paseo de La Habana, a Laura como otros pioneros de la cadena como Blanca Álvarez y Jesús Álvarez García se les asignaba las más diferentes labores frente a la cámara: desde presentar un concurso (como Preguntas al espacio) a una actuación musical (en Festival Marconi) o hacer publicidad de una marca de neveras. 
En 1958 conoció al que luego sería su marido, el productor de cine José Luis Dibildos, que le anima a impulsar su carrera cinematográfica. De ese modo, centró sus esfuerzos en la gran pantalla e intervino en películas como Las que tienen que servir (1967), Soltera y madre en la vida (1969) y en coproducciones que le permitieron trabajar con artistas como Alain Delon (El tulipán negro, 1964) y Sophia Loren (Madame Sans-Gene, 1961).
Regresó a la pequeña pantalla en 1968, con los espacios Contamos contigo y Galas del sábado, que la unió profesionalmente con Joaquín Prat, convirtiéndose en una de las parejas televisivas más recordadas. En 1969 fue la encargada de retransmitir para toda Europa el XIV Festival de la Canción de Eurovisión, que se celebró en el Teatro Real de Madrid y salir del paso ante el improvisado empate en primer lugar de cuatro canciones (Reino Unido, Francia, Holanda y España). En 1971 realizó su última aparición en el cine con Españolas en París. Se retiró también de la pequeña pantalla con Canción 71.
Decidió retirarse de su profesión tras su matrimonio en la Capilla de La Quinta de Illescas, Toledo, el 27 de marzo de 1971 con José Luis Dibildos y el nacimiento apenas seis meses después, de su hija, Lara, que ha seguido los pasos de sus padres en el mundo del espectáculo. No volvió a trabajar como presentadora hasta la llegada de las televisiones privadas, casi veinte años después. Fue concretamente en 1990, cuando fue fichada por Telecinco para conducir el espacio Tele 5 ¿dígame?, junto a Javier Basilio y Paloma Lago, espacio que se mantuvo en pantalla hasta 1992. Posteriormente vendrían en la misma cadena, Se acabó la siesta (1992), Date un respiro (1993), Las mañanas de Tele 5 (1993) con José María Íñigo y Mi querida España (1994). 
Después de veinticinco años, en 1996, regresó a Televisión Española con el programa Mañanas de Primera que presentó junto a su hija Lara, y que fue la respuesta de la cadena pública a la marcha de María Teresa Campos a Telecinco con Día a día. El programa solo se mantiene unos meses, y tras su cancelación, Laura apareció en Entre tú y yo (1997). 
En 1998, nació Fran, su nieto mayor, fruto de la relación entre su hija y el exbaloncestista Fran Murcia. La actriz y presentadora ha confesado en alguna ocasión que, aunque adora al pequeño, Lara "es mi mejor producción". También tenía otro nieto, Álvaro, nacido de la relación de su hija con el jinete Álvaro Muñoz Escassi. En 2005, se sometió a una operación de cáncer de mama en Houston, al igual que lo sufrió su hija meses antes.
Después de diez años sin pisar TVE, regresó el 7 de diciembre de 2006, donde se puso de nuevo frente a la cámara para presentar la Gala del 50.º aniversario de Televisión Española, junto a Anne Igartiburu y Paula Vázquez. Reapareció en 2012 en La 2 de TVE, para recoger el Premio Iris que le fue otorgado por la Academia de la Televisión, a toda su trayectoria profesional. Después de esa gala, aunque no lo hubiese comunicado públicamente, se retiró de la cámara, de los focos y la vida pública, para disfrutar de su familia, tras cincuenta y dos años de una larga y reconocida trayectoria profesional. Posteriormente, se le diagnosticó la enfermedad de alzheimer.
Falleció en el Hospital de La Princesa de Madrid el 17 de marzo de 2023. Sus restos mortales descansan junto a los de su marido en el Cementerio Ntra. Sra. de la Almudena de Madrid.

## Filmografía

### Cine
- Españolas en París, de Roberto Bodegas, como Emilia (1971).
- Pierna creciente, falda menguante, de Javier Aguirre, como Guadalupe Cardoso 'Lupe' (1970).
- De profesión sus labores, de Javier Aguirre, como Ana Garrido Martín (1970).
- La dinamita está servida, de Fernando Merino, como Dory (1968).
- Los subdesarrollados, de Fernando Merino, como Ana Vidal Ramírez (1968).
- Las que tienen que servir, de José María Forqué, como la teniente Sheila Gresham (1967).
- Amor a la española, de Fernando Merino, como Marianne Leroix (1967).
- Demasiadas mujeres para Layton, de Jacques Poitrenaud, como Rosario Pérez y Martín (1966).
- Agente Z-7, operación Rembrandt, de Giancarlo Romitelli, como Irene Walter (1966).
- La visita que no tocó el timbre, de Mario Camus, como Emma (1965).
- Las noches de Monsieur Max, de Jacques Poitrenaud, como Gladys (1965).
- Hagan juego, señoras, de Marcel Ophüls, como Nina (1965).
- Los dinamiteros, de Juan García Atienza, como Actriz en 'Rapiña en Golden City' (1964).
- Cyrano y d'Artagnan, de Abel Gance, como Ana de Austria (1964).
- El tulipán negro, de Christian-Jaque, como Lisette (1964).
- Eva 63, de Pedro Lazaga, como Elena (1963).
- Las hijas de Helena, de Mariano Ozores, como Mari Paz (1963).
- Los que no fuimos a la guerra, de Julio Diamante, como Aurora (1962).
- Madame Sans-Gene, de Christian-Jaque, como Pauline Bonaparte (1961).
- Trío de damas, de Pedro Lazaga, como Ana / Lola / Monique (1960).
- Los económicamente débiles, de Pedro Lazaga, como Ana Molina García (1960).
- La fiel infantería, de Pedro Lazaga, como Julia (1959).
- Los tramposos, de Pedro Lazaga, como Katy (1959).
- Luna de verano, de Pedro Lazaga, como Colette (1959).
- Patio andaluz, de Jorge Griñán, como Rocío (1958).
- Ana dice sí, de Pedro Lazaga, como Olga (1958).
- ¡Viva lo imposible!, de Rafael Gil, como Pili (1958).
- Muchachas en vacaciones, de José María Elorrieta, como Rosita (1958).
- Aquellos tiempos del cuplé, de Mateo Cano y José Luis Merino (1958).
- La violetera, de Luis César Amadori, como Chica en el Maestro (1958).
- El inquilino, de José Antonio Nieves Conde, como Secretaria del sector 4.⁰ (1957).
- La guerra empieza en Cuba, de Manuel Mur Oti, como Chica de servicio (1957).
- Horas de pánico, de Donald Taylor (1957).
- Sucedió en Sevilla, de José Gutiérrez Maesso, como modelo (1955).
- La ciudad de los sueños, de Enrique Gómez (1954).
- Alta costura, de Luis Marquina, como Sole (1954).
- El pescador de coplas, de Antonio del Amo, como Secretaria de don Javier (1954).

### Televisión
- Premios Iris 2014.
- Tenemos que hablar (2013).
- Premios Iris 2013.
- Premios Iris 2012.
- ¡Qué tiempo tan feliz! (2011).
- La noria (2011).
- Gala 20 años de tu vida (Gala 20.⁰ aniversario de Telecinco) (2010).
- Europasión (2008).
- Memòries de la tele (2008).
- Supermodelo 2006 (2007).
- Channel n.º4 (2007).
- El club (2007).
- La televisión cumple contigo (Gala 50.⁰ aniversario de TVE) (2006).
- Premios Goya 2006.
- Corazón (2005/2006).
- Querida Lola (2005).
- Salsa rosa (2003/2005).
- ¿Dónde estás corazón? (2003/2005).
- Premios ATV 2003.
- La gran ilusión (2001).
- Lo mejor de España en Eurovisión (2000).
- Todo en familia (1999).
- Furor (1998/1999).
- Crónicas marcianas (1998).
- Espejo secreto (1998).
- Inocente, inocente (1998).
- Yo fui a Eurovisión (1998).
- Día a día (1998).
- De domingo a domingo (1998).
- Entre tú y yo (1997).
- Brindemos por los cuarenta (Gala 40.⁰ aniversario de TVE) (1996).
- Cine de barrio (1996/1997/1999/2000/2004/2005/2011/2012).
- Telepasión española (1996 como Hada Madrina/1999/2006).
- Mañanas de Primera (1996).
- La chica de la primavera (1996).
- La noche de los magníficos (1996).
- Telemaratón (1995).
- Grand Prix del verano (1995/1996).
- ¿Qué apostamos? (1995/1996).
- Con luz propia (1995).
- Cita con la vida (1995).
- Premios TP de Oro 1994.
- Mi querida España (1994).
- Premios Goya 1994.
- Las mañanas de Tele 5 (1993).
- Querida Concha (1993).
- Date un respiro (1993).
- Se acabó la siesta (1992).
- Campanadas 1991-1992.
- Campanadas 1990-1991.
- Premios TP de Oro 1991.
- VIP (1991).
- Tele 5 ¿dígame? (1990-1991).
- Premios Goya 1988.
- Plató vacío (1986).
- Bla, bla, bla (1982).
- Feliz nochebuena (1980).
- Canción 71.
- Preselección de Eurovisión 1970.
- Velocidad a todo confort (anuncio) (1969).
- Eurovisión 1969.
- Eurofestival 1969 (anuncio).
- Flash 16 (anuncio) (1968).
- Galas del sábado (1968-1970).
- Cantamos contigo (1968).
- Preguntas al espacio (1958).

## Premios
Medallas del Círculo de Escritores Cinematográficos
| Año  | Categoría    | Película           | Resultado |
| ---- | ------------ | ------------------ | --------- |
| 1971 | Mejor actriz | Españolas en París | Ganadora  |

- 1957: Premio Osa.
- 1969: Antena de Oro.
- 2005: Premio TP de Oro, premio a toda su trayectoria profesional.
- 2012: Premio Toda una vida de cine, de la Comunidad de Madrid.
- 2012: Premio Iris, por su carrera profesional.

## Homenajes
El 30 de septiembre de 2024 Correos emitió un sello dedicado a Laura Valenzuela, dentro de la serie de Cine español.